# フライング・ジョーズ
『フライング・ジョーズ』（原題: SWAMP SHARK、意味は「沼のサメ」）は、2011年のアメリカ合衆国のB級映画。CS放映時のタイトルは『キラー・シャーク　沼に潜む恐怖』。邦題では「フライング」とされているが空は飛ばず、通常の魚の様に水面を跳ねる程度である。

## ストーリー
密輸された巨大生物を運ぶタンクローリー内で巨大生物が暴れ出しタンクが沼に落ちた。観光客で賑わうアチャファラヤ川では、ジャクソンの変死体が発見される。ジャクソンと揉め事を起こしていたことでワニ園兼料理店「The GATOR SHED」の店主・ジェイソンに殺人容疑がかけられる。ジェイソンの妹でウェイトレスのレイチェルは、川で見かけた巨大なサメの背びれを思い出し、ジャクソンはサメに食べられたと確信する。ジェイソン、レイチェル、さらにレイチェルの恋人・タイラー、連邦特別捜査官のトミーたちは自力でサメ退治をしようとする。一方、ジェイソンとレイチェルの妹・クリスタルは、船上パーティに誘われて川へと遊びに出かけてしまう。次々と犠牲者が出る中、マーティンはサメを退治する方法を思いつくが…。

## キャスト
| 役名                     | 俳優                        | 日本語吹替 |
| ------------------------ | --------------------------- | ---------- |
| レイチェル・ボウチャード | クリスティ・スワンソン      | 林真里花   |
| ワトソン保安官           | ロバート・ダヴィ            | 佳月大人   |
| トミー・ブレイスラー     | D・B・スウィーニー          | 藤真秀     |
| タイラー                 | リチャード・タン            | 宮下弘充   |
| ジェイソン・ボウチャード | ジェフ・チェイス            | 高岡瓶々   |
| マーティン               | ジェイソン・ローゲル        | 安齋龍太   |
| クリスタル・ボウチャード | ソフィー・シニーズ          | 斉藤佑圭   |
| スタンリー副保安官       | ウェイド・ボッグス          |            |
| マンドリン副保安官       | クリストファー・ベリー      |            |
| クーパー副保安官         | マーカス・ライル・ブラウン  |            |
| ジャクソン               | ハロルド・エヴァンズ        | 板取政明   |
| スコット                 | ディラン・ラムシー          |            |
| ノア                     | チャールズ・ハレルソン      | 石狩勇気   |
| サラ                     | ナターシャ・イツェル        |            |
| サイモン                 | ランス・E・ニコルズ         | 板取政明   |
| マーカス                 | トーマス・ター・ハイドIII世 | 小川隼     |
| アンバー                 | アシュトン・リー            | 高杉理奈   |

- その他の吹替版キャスト: 千葉優輝／河出侑子／崔香菜聖／中本翔
- TV地上波初回放送：2014年7月3日 テレビ東京 『午後のロードショー』